# Bernardo IV de Cabrera
Bernardo IV de Cabrera, llamado Bernardí, (1352 - Catania, Sicilia, 1423) ostentó los títulos de vizconde de Cabrera, barón de Montclús, conde de Osona (1373), vizconde de Bas (1381) y conde de M).

## Biografía
Debido a los problemas que Bernat II de Cabrera, su abuelo, mantuvo con la corona, hubo de dejar Cataluña siendo muy joven, y fue encarcelado en Carmona por Pedro I de Castilla, hasta que Enrique de Trastámara lo liberó en un cambio de prisioneros y Pedro III el Ceremonioso le devolvió los bienes incautados a su padre, entre ellos el vizcondado de Bas.
Fue durante esta misma época, el 31 de mayo de 1373, que confirmó la alcaldía natural (hereditaria) de la parroquia y el término de Sant Martín de Arenys (Arenys de Munt) a Guillermo Trías y su hijo Pericó, para corresponder a su fidelidad. Los Trías y sus descendientes, serían alcaldes de Arenys (Arenys de Mar y Arenys de Munt) hasta la extinción de las jurisdicciones señoriales.
Durante la Guerra de los armañagueses defendió Besalú de las compañías mercenarias de Juan III de Armañac y los derrotó en la batalla de Navata. En 1392 luchó en Cerdeña, como almirante del reino de Aragón (1392-1400) para reinstaurar en el trono María de Sicilia y su marido Martín el Joven, contra Andrea Chiaramonte, y regresó a Cataluña en 1393 para empujar sus tierras y llevar naves y tropas de refuerzo, por lo que se le dio el condado de Módica.
En 1403 y 1404 las rivalidades con los consejeros aragoneses de Martín el Joven le indispusieron con éste, y fue encarcelado, pero Martín el Humano hizo que fuera liberado. Luchó en Cerdeña y participó en la batalla de Sanluri en 1409. Habiendo regresado a Sicilia, fue nombrado maestro justiciero del reino, convirtiéndose en la verdadera autoridad, pero entró en conflicto con los nobles aragoneses de la facción de Sancho Ruiz de Liori y con la reina Blanca I de Navarra, viuda ahora de Martín el Joven. Encarcelado en 1413 por Sancho Ruiz de Liori, fue liberado por orden de Fernando de Antequera.
En las Cortes de 1416 formó parte del grupo de nobles que no apoyó a Alfonso el Magnánimo para luchar contra la República de Génova. Sin embargo, le acompañó a Cerdeña y le sirvió de tratador en el parlamento sardo de 1421. Posteriormente, Alfonso IV el Magnánimo le nombró embajador y se trasladó a Milán, donde murió en 1423. Fue enterrado en Sant Jordi de Ragusa.

## Matrimonios y descendencia
Casado con Timbor de Prades (hija de Juan de Aragón y de Sancha Ximenis de Arenoso) con quien tuvo cinco hijos:
- Bernat Joan de Cabrera su sucesor.
- Sancha Ximenis de Cabrera y de Prades, casada con Arcimbaldo de Foix, con la que tuvo dos hijas, Isabel de Foix y de Cabrera y Juana de Foix y de Cabrera.
- Timbor de Cabrera, se casó con Juan I Ferrandis de Híjar y de Centelles.
- Aldonza de Cabrera, se casó con Bernat Gelabert I de Cruïlles y de Cervelló, Barón de Peratallada.
- Leonor de Cabrera, que se casó con Gilabert de Centelles y Río-seco.

Se casó en segunda boda con Cecilia de Urgell, hermana de Jaume el Dessortat. Cecilia murió sin descendencia, y testó a favor de su sobrina la duquesa de Coimbra Felipa de Coimbra y su hermana monja Isabel.
Tuvo siete hijos ilegítimos: Ramón, Guerau, Martinet, Galcerán, Gastón, Juan, y Ponce.

## Orígenes familiares
Hijo de Bernardo III de Cabrera y Margarita de Foix.
|  |                                  |  |  |  |  |  |  |  |  |  |  |  |  |  |  |  |
|  | 16. Ramón de Cabrera             |  |  |  |  |  |  |  |  |  |  |  |  |  |  |  |
|  |                                  |  |  |  |  |  |  |  |  |  |  |  |  |  |  |  |
|  |                                  |  |  |  |  |  |  |  |  |  |  |  |  |  |  |  |
|  | 8. Bernardo I de Cabrera         |  |  |  |  |  |  |  |  |  |  |  |  |  |  |  |
|  |                                  |  |  |  |  |  |  |  |  |  |  |  |  |  |  |  |
|  |                                  |  |  |  |  |  |  |  |  |  |  |  |  |  |  |  |
|  | 17. Alamanda de Montclús         |  |  |  |  |  |  |  |  |  |  |  |  |  |  |  |
|  |                                  |  |  |  |  |  |  |  |  |  |  |  |  |  |  |  |
|  |                                  |  |  |  |  |  |  |  |  |  |  |  |  |  |  |  |
|  | 4. Bernardo II de Cabrera        |  |  |  |  |  |  |  |  |  |  |  |  |  |  |  |
|  |                                  |  |  |  |  |  |  |  |  |  |  |  |  |  |  |  |
|  |                                  |  |  |  |  |  |  |  |  |  |  |  |  |  |  |  |
|  | 18. Gonzalo Yáñez Dovinhal       |  |  |  |  |  |  |  |  |  |  |  |  |  |  |  |
|  |                                  |  |  |  |  |  |  |  |  |  |  |  |  |  |  |  |
|  |                                  |  |  |  |  |  |  |  |  |  |  |  |  |  |  |  |
|  | 9. Elionor de Aguilar            |  |  |  |  |  |  |  |  |  |  |  |  |  |  |  |
|  |                                  |  |  |  |  |  |  |  |  |  |  |  |  |  |  |  |
|  |                                  |  |  |  |  |  |  |  |  |  |  |  |  |  |  |  |
|  | 19. Berenguela Folc de Cardona   |  |  |  |  |  |  |  |  |  |  |  |  |  |  |  |
|  |                                  |  |  |  |  |  |  |  |  |  |  |  |  |  |  |  |
|  |                                  |  |  |  |  |  |  |  |  |  |  |  |  |  |  |  |
|  | 2. Bernardo III de Cabrera       |  |  |  |  |  |  |  |  |  |  |  |  |  |  |  |
|  |                                  |  |  |  |  |  |  |  |  |  |  |  |  |  |  |  |
|  |                                  |  |  |  |  |  |  |  |  |  |  |  |  |  |  |  |
|  | 20. Hugo I de Fenollet           |  |  |  |  |  |  |  |  |  |  |  |  |  |  |  |
|  |                                  |  |  |  |  |  |  |  |  |  |  |  |  |  |  |  |
|  |                                  |  |  |  |  |  |  |  |  |  |  |  |  |  |  |  |
|  | 10. Pere VI de Fenollet          |  |  |  |  |  |  |  |  |  |  |  |  |  |  |  |
|  |                                  |  |  |  |  |  |  |  |  |  |  |  |  |  |  |  |
|  |                                  |  |  |  |  |  |  |  |  |  |  |  |  |  |  |  |
|  | 21. Beatriz d'Urtx               |  |  |  |  |  |  |  |  |  |  |  |  |  |  |  |
|  |                                  |  |  |  |  |  |  |  |  |  |  |  |  |  |  |  |
|  |                                  |  |  |  |  |  |  |  |  |  |  |  |  |  |  |  |
|  | 5. Timbor de Fenollet            |  |  |  |  |  |  |  |  |  |  |  |  |  |  |  |
|  |                                  |  |  |  |  |  |  |  |  |  |  |  |  |  |  |  |
|  |                                  |  |  |  |  |  |  |  |  |  |  |  |  |  |  |  |
|  | 1. Bernardo IV de Cabrera        |  |  |  |  |  |  |  |  |  |  |  |  |  |  |  |
|  |                                  |  |  |  |  |  |  |  |  |  |  |  |  |  |  |  |
|  |                                  |  |  |  |  |  |  |  |  |  |  |  |  |  |  |  |
|  | 24. Roger Bernardo III de Foix   |  |  |  |  |  |  |  |  |  |  |  |  |  |  |  |
|  |                                  |  |  |  |  |  |  |  |  |  |  |  |  |  |  |  |
|  |                                  |  |  |  |  |  |  |  |  |  |  |  |  |  |  |  |
|  | 12. Gastón I de Foix             |  |  |  |  |  |  |  |  |  |  |  |  |  |  |  |
|  |                                  |  |  |  |  |  |  |  |  |  |  |  |  |  |  |  |
|  |                                  |  |  |  |  |  |  |  |  |  |  |  |  |  |  |  |
|  | 25. Margarita de Bearn           |  |  |  |  |  |  |  |  |  |  |  |  |  |  |  |
|  |                                  |  |  |  |  |  |  |  |  |  |  |  |  |  |  |  |
|  |                                  |  |  |  |  |  |  |  |  |  |  |  |  |  |  |  |
|  | 6. Roger Bernardo I de Castellbó |  |  |  |  |  |  |  |  |  |  |  |  |  |  |  |
|  |                                  |  |  |  |  |  |  |  |  |  |  |  |  |  |  |  |
|  |                                  |  |  |  |  |  |  |  |  |  |  |  |  |  |  |  |
|  | 26. Felip d'Artois               |  |  |  |  |  |  |  |  |  |  |  |  |  |  |  |
|  |                                  |  |  |  |  |  |  |  |  |  |  |  |  |  |  |  |
|  |                                  |  |  |  |  |  |  |  |  |  |  |  |  |  |  |  |
|  | 13. Juana de Artois              |  |  |  |  |  |  |  |  |  |  |  |  |  |  |  |
|  |                                  |  |  |  |  |  |  |  |  |  |  |  |  |  |  |  |
|  |                                  |  |  |  |  |  |  |  |  |  |  |  |  |  |  |  |
|  | 27. Blanca de Bretaña            |  |  |  |  |  |  |  |  |  |  |  |  |  |  |  |
|  |                                  |  |  |  |  |  |  |  |  |  |  |  |  |  |  |  |
|  |                                  |  |  |  |  |  |  |  |  |  |  |  |  |  |  |  |
|  | 3. Margarita de Foix             |  |  |  |  |  |  |  |  |  |  |  |  |  |  |  |
|  |                                  |  |  |  |  |  |  |  |  |  |  |  |  |  |  |  |
|  |                                  |  |  |  |  |  |  |  |  |  |  |  |  |  |  |  |
|  | 28. Lope Ferrench VII de Luna    |  |  |  |  |  |  |  |  |  |  |  |  |  |  |  |
|  |                                  |  |  |  |  |  |  |  |  |  |  |  |  |  |  |  |
|  |                                  |  |  |  |  |  |  |  |  |  |  |  |  |  |  |  |
|  | 14. Artal de Luna i Urrea        |  |  |  |  |  |  |  |  |  |  |  |  |  |  |  |
|  |                                  |  |  |  |  |  |  |  |  |  |  |  |  |  |  |  |
|  |                                  |  |  |  |  |  |  |  |  |  |  |  |  |  |  |  |
|  | 29. Eva Ximénez de Urrea         |  |  |  |  |  |  |  |  |  |  |  |  |  |  |  |
|  |                                  |  |  |  |  |  |  |  |  |  |  |  |  |  |  |  |
|  |                                  |  |  |  |  |  |  |  |  |  |  |  |  |  |  |  |
|  | 7. Constança Pérez de Luna       |  |  |  |  |  |  |  |  |  |  |  |  |  |  |  |
|  |                                  |  |  |  |  |  |  |  |  |  |  |  |  |  |  |  |
|  |                                  |  |  |  |  |  |  |  |  |  |  |  |  |  |  |  |
|  | 30. Jaime Pérez de Sogorb        |  |  |  |  |  |  |  |  |  |  |  |  |  |  |  |
|  |                                  |  |  |  |  |  |  |  |  |  |  |  |  |  |  |  |
|  |                                  |  |  |  |  |  |  |  |  |  |  |  |  |  |  |  |
|  | 15. Constanza Pérez de Sogorb    |  |  |  |  |  |  |  |  |  |  |  |  |  |  |  |
|  |                                  |  |  |  |  |  |  |  |  |  |  |  |  |  |  |  |
|  |                                  |  |  |  |  |  |  |  |  |  |  |  |  |  |  |  |
|  | 31. Sancha Fernández Díaz        |  |  |  |  |  |  |  |  |  |  |  |  |  |  |  |
|  |                                  |  |  |  |  |  |  |  |  |  |  |  |  |  |  |  |
|  |                                  |  |  |  |  |  |  |  |  |  |  |  |  |  |  |  |